# ود مدني
14°24′N 33°31′E / 14.400°N 33.517°E

 وَدْ مَدَنِي مدينة تقع في وسط السودان على ارتفاع 409 متر فوق سطح البحر، على ضفة النيل الأزرق الغربية بمشروع الجزيرة الزراعي الشهير، وتبعد عن العاصمة الخرطوم بحوالي 186 كيلومتر (115 ميل) جنوباً، وتعد إحدى المدن السودانية الكبيرة، وهي أيضاً عاصمة ولاية الجزيرة.

## أصل التسمية
يعود اسم مدينة وَدْ مَدَنِي إلى مؤسسها الفقيه محمد الأمين ابن الفقيه مدني السني، وكانت تكتب باللغة العربية إبان الحكم الثنائي «واد مدني»، ولفظ «واد» بالعامية المصرية يرادف لفظ «ود» (بفتح الواو) بالدارجة السودانية وكلاهما تحوير للفظ «ولد» بمعنى ابن. والابن المقصود هنا هو محمد الأمين ابن مدني، المتقدم ذكره. وتلقب ود مدني أيضاً، بمدني السُّني، ومدني الجزيرة، كما يطلق عليها اسم مدني، اختصاراً.
كما تعرف ود مدني محلياً باسم جزيرة الشيخ مالك أبو روف وهو مالك أبو روف الرفاعي، شيخ مشايخ جهينة بالسودان (1822 - 1883) وهو أسم يطلق أيضاً على جزيرة تقع قرب جسر النيل الأبيض الذي يربط بين الخرطوم وأم درمان. وكان الشيخ مالك ينزل في أربعينيات القرن التاسع عشر على شاطئ أم درمان في المنطقة المعروف حاليا بأبي روف

## التاريخ

### نشأة المدينة
كانت بداية نشأة مدينة ود مدني في سنة 1489 م تقريباً، عندما حلّ الفقيه محمد الأمين ابن الفقيه مدني الذي يتصل نسبه بعقيل بن أبي طالب بن عبد المطلب الهاشمي، بموقع المدينة حيث أقام بالمكان الذي توجد فيه قبة الضريح الذي يحمل اسمه (وهو الآن خلوة لتعليم القرآن والفقه). وبدأت الأحياء السكنية تنتشر حوله، وكان أولها حي المدنيين الذي كان يقطنه الدارسون والمريدون للفقيه محمد الأمين. وقامت بالبلدة خلال تلك الحقبة من الزمن صناعة القوارب الشراعية إلى جانب صناعات محلية أخرى كدباغة الجلود وصناعة الأحذية والعناقريب (المفرد عنقريب وهو السرير السوداني التقليدي).

### العهد التركي
وعندما غزا إسماعيل باشا كامل بن محمد علي باشا، خديوي مصري، السودان في سنة 1821 م، اتخذ من مدينة ودمدنى قاعدة لقواته التي كانت في طريقها نحو سنّار عاصمة السلطنة الزرقاء والتي كانت تخضع لها معظم ممالك السودان وأقاليمه الأخرى آنذاك بما فيها مدني.
انتهت أهمية ود مدني كقاعدة عسكرية لجيوش الأتراك بمقتل إسماعيل باشا في مدينة شندي بشمال السودان، حيث قرر خلفاؤه اختيار الخرطوم عاصمة جديدة لحكمهم وقاعدة عسكرية كبرى لجيوشهم.

### الحكم الثنائي
بعد هزيمة دولة المهدية الوطنية التي خلفت الحكم التركي في السودان سنة 1898 م وبداية الحكم الثنائي الإنجليزي المصري، تمت إعادة التقسيم الإداري في السودان واختيرت مدينة الكاملين القريبة من الخرطوم عاصمة لمديرية النيل الأزرق التي ضمت مدينة ود مدني في حدودها، إلا إنه وبحلول عام 1902 م تحولت عاصمة المديرية إلى ود مدني. وخلال العشرين عاما الأوائل من القرن العشرين أُقيمت بمدني محطة للسكة الحديد ومستشفى عسكري كان تابعاً للقوات البريطانية ومباني رئاسة المديرية والمحاكم ومكتب البريد والجامع الكبير على امتداد شارع النيل، كما بدأ أول تخطيط عمراني بالحي البريطاني (الحي السوداني حالياً) وحي القسم الأول. وشهدت مدينة ود مدني منذ ذلك التاريخ نشاطاً تجارياً كبيراً جذب إليها أعداداً كبيرة من التجار والحرفيين.
في عام 1929 م تراجعت أهمية مدينة ودمدني مرة أخرى كمركز تجاري كان يستقبل يوميا عشرات القوافل المحمّلة بحاصلات السودان المتوجهة إلى شرق السودان وذلك بسبب اكتمال الخط الحديدي إلى شرق السودان حتى مدينة كسلا والذي كان ينقل السلع مباشرة إلى تلك المناطق دون تجميعها وإعادة توزيعها من مدني.

### مشروع الجزيرة وفترة ما بعد الاستقلال
استعادت ودمدنى أهميتها الاقتصادية بقيام مشروع الجزيرة الزراعي في عام 1925 م وتوسع النشاط الحكومي بها نسبة للتطور الاجتماعي والإنمائي الذي شمل مديرية النيل الأزرق قبل تحويلها في عام 1973 م إلى مديرية الجزيرة ثم إلى ولاية الجزيرة وبقيت ود مدني عاصمة لها.

### الحرب الأهليَّة السُّودانيَّة
تعرَّضت ود مدني لاندلاع قتال عنيف بين الجيش السُّوداني النظامي، وميليشيا قوات الدعم السريع بسبب اندلاع الحرب الأهليَّة السُّودانيَّة 2023، ما جعل الآلاف من سُكانها ينزحون نحو المناطق المُجاورة للابتعاد عن الصراع، وقد تمكنت قوات الدَّعم من فرض سيطرتها على المدينة التي تُعتبر ثاني أكبر مدينة في السُّودان بحلول 22 ديسمبر 2023 م، وذلك عقب انسحاب الفرقة الأولى مشاة في الجيش السُّوداني، والذي اتهم بالخيانة. تحدث شهود عيان حول قيام قُوات الدعم السريع بإقامة نقاط تفتيش في الشوارع الرئيسية والمقار الحكوميَّة كما بدأ بعضهم في نهب المُمتلكات العامة والخاصَّة مثل السيارات والمصُوغات الذهبيَّة.

## النقل والمواصلات
تمتاز المدينة بأنها نقطة الالتقاء الرئيسية لشبكة الطرق التي تربط مناطق السودان المختلفة بالخرطوم وميناء بورتسودان.
ترتبط ود مدني بشبكة من الطرق البرية الممهدة ببقية مدن السودان أهمها الطريق الذي يربطها بالخرطوم البالغ طوله 184 كيلو متر وطريق مدني- سنار وطوله 110 كيلو متر وكذلك الطريق الرئيسي السريع الذي يربطها بميناء بورتسودان عبر مدينتي القضارف وكسلا وبميناء سواكن بمسافة قدرها حوالي 950 كيلو متر والذي يعتبر من أهم وأطول الطرق في السودان.
كما ترتبط مدينة ودمدني ببقية أجزاء ولاية الجزيرة ببعض الطرق الممهدة مثل طريق مدني -المناقل وطوله 95 كيلو متر وطريق مدني -رفاعة وطريق مدني -الحصا حيصا المؤدي إلى الخرطوم وغيرها من الطرق الأخرى.

## التعليم
تضم مدينة ودمدني المئات من المدارس النظامية على مختلف مراحلها من مرحلة الأساس إلى المرحلة الثانوية، ومن أشهر مدارسها مدرسة النهر ومدرسة البندر الابتدائية والتي تأسست عام 1906 م ومدرسة الشرقية الابتدائية والتي تغيّر اسمها لاحقاً إلى مدرسة أحمد عبد العزيز ومدرسة ودمدني الثانوية بنين وبنات ومدرسة مدني الأميرية التي تشتهر بقيام الزعيم السوداني إسماعيل الأزهري رئيس وزراء أول حكومة سودانية بعد الاستقلال بالتدريس فيها. وهناك مدرسة ود مدني السني ومدرسة حنتوب الثانوية وهي من أوائل وأشهر المدارس السودانية وقد تخرّج منها العديد من مشاهير السودان ومن خريجيها الرئيس السابق جعفر محمد نميري والزعيم السياسي الإسلامي حسن الترابي وعبد الله فقيري وغيرهم، وقد تحولت الآن إلى كلية للتربية تابعة لجامعة الجزيرة. وإلى جانب ذلك يوجد العديد من المدارس الأهلية الخاصة مثل مدرسة الأمير ومدرسة الجزيرة بنات ومدارس عبد الستار للبنات ومدرسة الهوارة وبها أيضاً عدداً من الكليات والجامعات والمعاهد الأهلية مثل كلية أبوبكر عثمان الأهلية وكلية ودمدني التقنية وكلية ود مدني للعلوم الطبية والتكنلوجيا وكلية ودمدني الأهلية التي تأسست عام 1992 م وتخرّجت أول دفعة فيها عام 1995 م، وتضم الكلية مجموعة من الأقسام والشُعَب مثل شعبة علم النفس ومدرسة العلوم الإدارية ومدرسة العمارة ومدرسة علوم الحاسوب وغيرها وتقع الكلية في الجهة الجنوبية من مدينة ودمدني في حي الدرجة.
توجد في ود مدني جامعة الجزيرة وهي واحدة من أكبر وأهم جامعات السودان ويتم التدريس فيها بنظام الفصول الدراسية (السيمستر) وهي الجامعة الرائدة في هذا النوع من نظام الدراسة في السودان وتضم كلية الإعلام والطب مرتبطة بالمجتمع وكلية للاقتصاد وكلية الهندسة والتكنولوجيا وكلية الزراعة وكلية التربية وغيرها من الكليات.

## الرياضة
توجد في مدني عدّة أندية كرة قدم رياضية تتنافس فيما بينها صعوداً وهبوطاً على الدرجات المختلفة ومن هذه الأندية: النادي الأهلي، ونادي الاتحاد، والنيل، والنجوم، والنهضة، والشعلة، ومريخ ودمدني، وجزيرة الفيل، وفداسي وغيرها. وهناك إستاد رياضي هو استاد ود مدني الرياضي لإستضافة مباربات الأندية الرياضية المحلية والدولية ويعد واحد من أكبر الملاعب الرياضية في السودان، وقد أُجريت فيه بعض مباريات كأس الأمم الأفريقية لكرة القدم التي استضافها السودان عام 2011 م، وجرت فيه مباريات منتخب غانا ضد جنوب أفريقيا ومنتخب زيمبابوي ضد النيجر.

## التخطيط العمراني
تبلغ مساحة ودمدني حاليّاً 65 كيلو متر مربع (مدني الشمالية الغربية والسوق الشعبي - ودمدني وسط - ودمدني شرق - السوق المركزي). وتضم عدداً من المؤسسات المهمة كرئاسة وزارة الري ورئاسة هئية البحوث الزراعية ورئاسة مشروع الجزيرة وجامعة الجزيرة.
يشق شارع النيل المدينة من أقصى الشرق إلى أقصى الغرب وتقع على جانبيه أهم مباني الوزارات الحكومية ومباني رئاسة ولاية الجزيرة ومقر والي الولاية وكذلك مجلس الولاية التشريعي ونادي الجزيرة وغيره. أما شارع السكة الحديد فيربط بين السوق الجديد والسوق العمومي بالمدينة، إلى جانب طريق سنكات-جبرونا وطريق الدرجة وطريق مدني- بركات- أُم سنط.
وتوجد بالمدينة عدّة متنزهات وحدائق عامة مثل منتزه مِسك الختام.
النمط المعماري في المدينة خليط بين النمط الاستعماري القديم الممثل بالمباني الحكومية القديمة التي تعود في تاريخها إلى فترة الحكم الثنائي، والأبنية الحديثة إلى جانب الأشكال المعمارية ذات الطابع السوداني التقليدي المتمثل في مباني الأضرحة والقباب.

## السياحة والفندقة

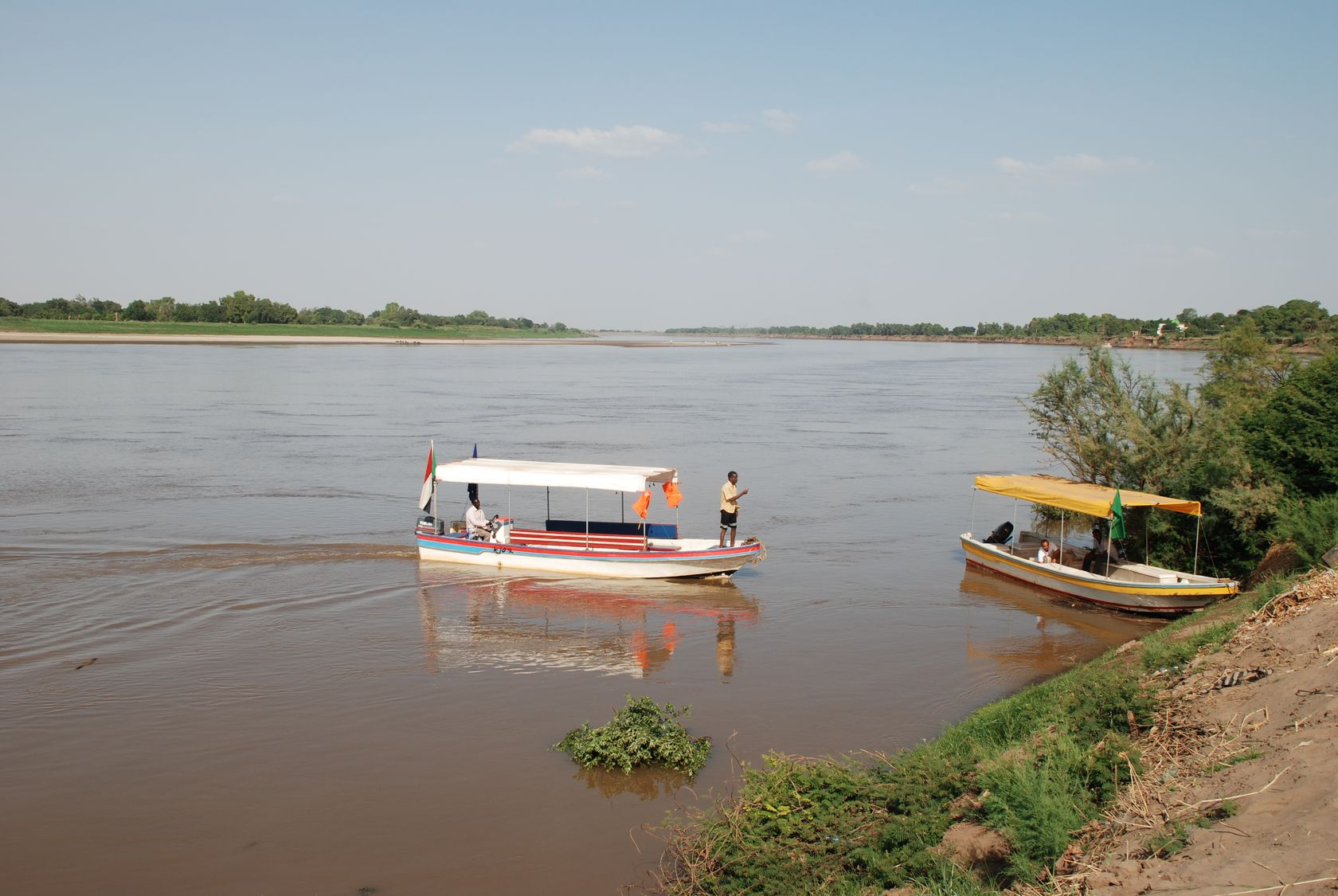
قوارب سياحية في ود مدني

قرب المدينة من العاصمة الخرطوم جعل منها مركزاً سياحياً متقدماً، حيث يَفد إليها العديد من السيّاح الأجانب القادمين من الخرطوم في رحلاتهم إلى داخل السودان. كما تستحوذ المدينة قسطاً كبيراً من السياحة الداخلية حيث يصلها عدد من السودانيين لقضاء مناسبات مثل شهر العسل أو لتفقّد المدينة أو حضور الفعاليات الرياضية والثقافية المختلفة فيها وقد أُقيم في المدينة بعض مباريات كأس الأمم الأفريقية التي استضافها السودان عام 2011 م.
إلى جانب وجود الحدائق والمنتجعات وأبرزها منتجع الكاسح ومنتزه الجزيرة وحديقة أم بارونة السياحية والمنتزهات والمرافق السياحية المنتشرة على طول كورنيش النيل ودور السينما المختلفة وكازينو البلدية السياحي، توجد عدة فنادق جيدة مختلفة الدرجات لإستضافة الزوار ومن بينها:
- فندق كونتننتال مدني
- فندق إمبريال
- فندق ونادي الجزيرة
- فندق الفرنساوي
- فندق إنترناشونال
- فندق يوغسلافيا
- فندق منتزه الكاسح السياحي
- فندق النيل
- فندق فتح المجيد

## دور العبادة والتربية الروحية
مدينة واد مدني مدينة روحانية منذ نشأتها ولذلك توجد فيها أعداد كبيرة من المساجد والزوايا والخلاوي وقباب الأضرحة، ومجموعة من مشايخ الطرق الصوفية المختلفة الذين ينظمون حلقات الذكر ومدائح نبوية وأناشيد دينية. كما توجد كنائس لأتباع الديانة المسيحية.

## السكان
يبلغ عدد سكان مدينة ودمدني حوالي 368 ألف نسمة حسب تقديرات عام 2009 م، وهي بذلك واحدة من أكبر مدن السودان. وقد أدّى إنشاء مشروع الجزيرة الزراعي الذي تعد مدني أكبر مدنه إلى جعلها واحدة من أكبر وأهم مناطق الاستقطاب الديموغرافي في السودان. ويبيّن الجدول أدناه التطور الديموغرافي الذي شهدته المدينة منذ خمسينيات القرن الماضي.
| السنة | عدد السكان        |
| ----- | ----------------- |
| 1956  | 52.400            |
| 1973  | 106.715 (تعداد)   |
| 1983  | 141.065(تعداد)    |
| 1993  | 211.362 (تعداد)   |
| 2009  | 368.021 (تقديرات) |

## النشاط الاقتصادي

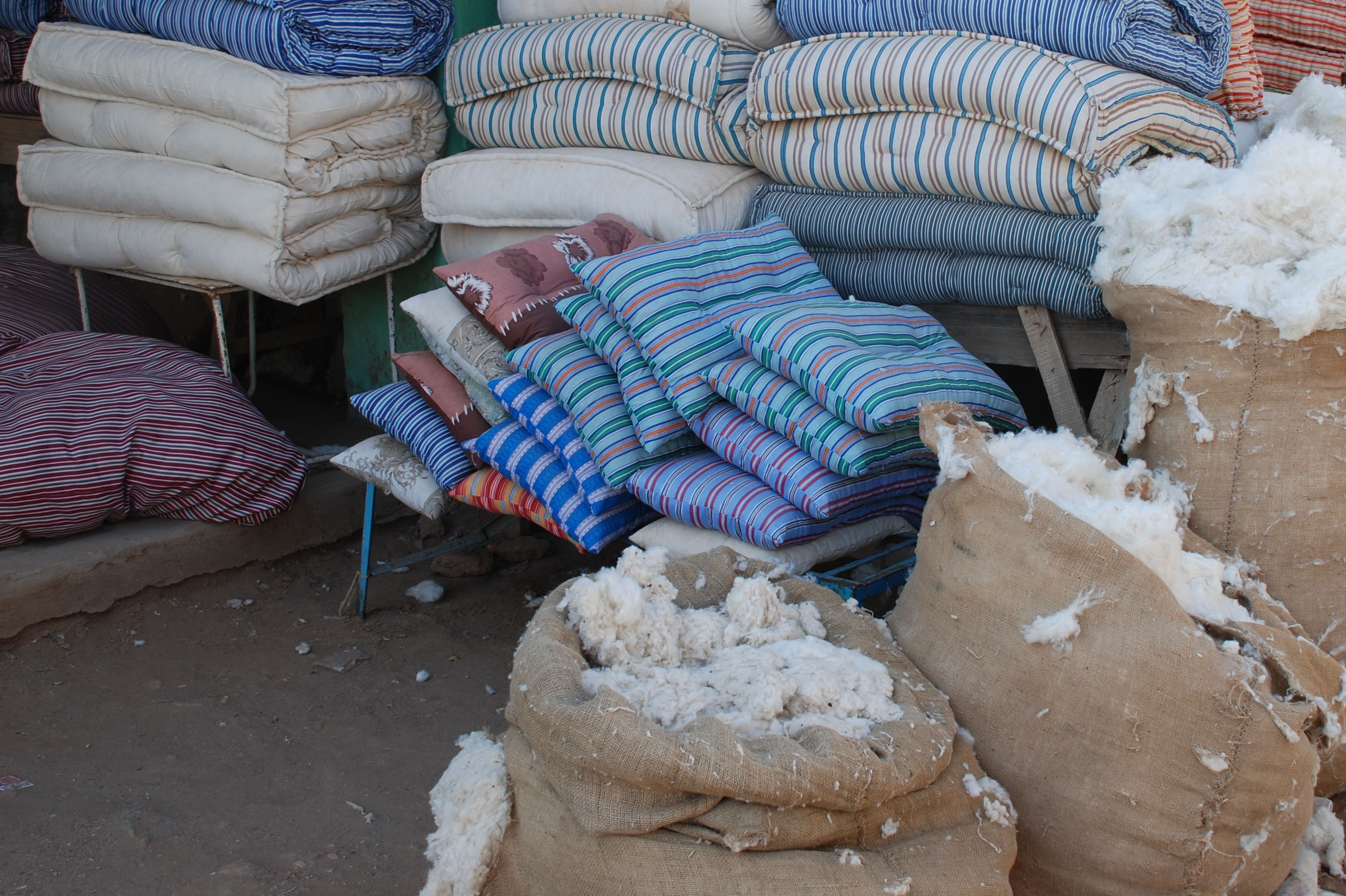
استخدام قطن الجزيرة في صناعة المراتب والوسائد المحلية

يتنوّع النشاط الاقتصادي بالمدينة من الزراعة والصناعة إلى الخدمات.
تضم مدينة ودمدني العديد من الصناعات خاصة الصناعات الغذائية كصناعة البسكويت والحلويات والمشروبات الغازية ممثلة بمصانع ودمدني للبيبسي كولا والكوكا كولا، كما توجد بالمدينة صناعة عصر الزيوت والصناعات المرتبطة بها كصناعة الطحنية والصابون وتوجد أيضاً ومطاحن للدقيق وصناعة الغزل والنسيج ومدبغة الجزيرة للصناعات الجلدية، وكذلك توجد بها محالج مارنجان لحلج القطن، إلى جانب الصناعات الكيميائية المختلفة.
وتوجد بالمدينة رئاسة مشروع الجزيرة (المناقل)، وهو من أكبر المشاريع المروية في أفريقيا وينتج القطن والذرة والقمح.
وترتبط بهذه الأنشطة الصناعية والزراعية خدمات ذات صلة كالخدمات المصرفية والنقل والاتصالات والإدارة.

### الخدمات المصرفية
هناك حوالي 14 مصرفاً منها:
- بنك السودان المركزي
- بنك فيصل الإسلامي السوداني
- البنك السوداني الفرنسي
- البنك الزراعي السوداني
- بنك النيلين
- بنك الادخار السوداني
- البنك الإسلامي السوداني
- بنك التضامن الإسلامي
- بنك الخرطوم
- بنك الجزيرة السوداني الأردني
- بنك المزارع التجاري
- بنك الشمال الإسلامي
- بنك الأسرة للتمويل الاصغر
- بنك النيل
- بنك العمّال الوطني

## المناخ
يسود ود مدني المناخ المداري الحار والممطر في الصيف، حيث تبلغ درجة الحرارة أوجها في الشهور ابريل / تموز ومايو / أيار ويونيو / حزيران ويبلغ أعلى متوسط لها 40 درجة مئوية في مايو / أيار، والأدنى 14 درجة مئوية في يناير / كانون الثاني. ويبدأ الموسم المطير في مايو / أيار ويستمر حتى أكتوبر / تشرين الأول. تصل تساقطات الأمطار أقصى معدل لها في أغسطس / آب حوالي 12 مليمتراً.
| متوسط حالة الطقس ود مدني       | متوسط حالة الطقس ود مدني | متوسط حالة الطقس ود مدني | متوسط حالة الطقس ود مدني | متوسط حالة الطقس ود مدني | متوسط حالة الطقس ود مدني | متوسط حالة الطقس ود مدني | متوسط حالة الطقس ود مدني | متوسط حالة الطقس ود مدني | متوسط حالة الطقس ود مدني | متوسط حالة الطقس ود مدني | متوسط حالة الطقس ود مدني | متوسط حالة الطقس ود مدني | متوسط حالة الطقس ود مدني | متوسط حالة الطقس ود مدني |
| درجة الحرارة                   | درجة الحرارة             | درجة الحرارة             | درجة الحرارة             | درجة الحرارة             | درجة الحرارة             | درجة الحرارة             | درجة الحرارة             | درجة الحرارة             | درجة الحرارة             | درجة الحرارة             | درجة الحرارة             | درجة الحرارة             | درجة الحرارة             | درجة الحرارة             |
| الشهر                          | يناير                    | فبراير                   | مارس                     | ابريل                    | مايو                     | يونيو                    | يوليو                    | اغسطس                    | سبتمبر                   | أكتوبر                   | نوفمبر                   | ديسمبر                   |                          | المتوسط                  |
| ------------------------------ | ------------------------ | ------------------------ | ------------------------ | ------------------------ | ------------------------ | ------------------------ | ------------------------ | ------------------------ | ------------------------ | ------------------------ | ------------------------ | ------------------------ | ------------------------ | ------------------------ |
| الدرجة القصوى بـ م°(ف°)        | 33 (95)                  | 35 (91)                  | 38 (100)                 | 40 (104)                 | 41 (105)                 | 39 (102)                 | 36 (96)                  | 34 (93)                  | 35 (95)                  | 37 (98)                  | 36 (96)                  | 33 (91)                  |                          | 36,2 (97,2)              |
| الصغرى بـ م°(ف °)              | 14 (57)                  | 15 (59)                  | 18 (64)                  | 21 (69)                  | 24 (75)                  | 24 (75)                  | 23 (73)                  | 22 (71)                  | 21 (69)                  | 21 (69)                  | 18 (64)                  | 15 (59)                  |                          | 19,4 (67,0)              |
| هطول الأمطار                   |                          |                          |                          |                          |                          |                          |                          |                          |                          |                          |                          |                          |                          |                          |
| الشهر                          | يناير                    | فبراير                   | مارس                     | ابريل                    | مايو                     | يونيو                    | يوليو                    | اغسطس                    | سبتمبر                   | أكتوبر                   | نوفمبر                   | ديسمبر                   |                          | السنوي                   |
| متوسط هطول الأمطار بـ مم(بوصة) | 0 (0)                    | 0 (0)                    | 0 (0)                    | 0 (0,1)                  | 2 (0,6)                  | 3 (1,1)                  | 11 (4,3)                 | 12 (4,9)                 | 5 (2)                    | 2 (0,6)                  | 0 (0)                    | 0 (0)                    |                          | 35 (13,6)                |
| المصدر Weatherbase             |                          |                          |                          |                          |                          |                          |                          |                          |                          |                          |                          |                          |                          |                          |

## ريف مدني
تحيط بمدينة ودمدني مجموعة كبيرة من القرى التي لها دور ملحوظ في تنمية المدينة من خلال ما تساهم به من منتوجات زراعية حيوية تزود بها اسواق المدينة ومن تلك القرى طيبة الشيخ عبد الباقي وابوحراز ود ديومة ومدينة الحوش حلة عباس وحنتوب، مساعد، والشكابة طه وودالنور وبركات وودالنعيم وعبد الدائم وسعد الشفيع الجعليين وبيكه وأم سنط، وودالمجدوب وفداسي الحليماب والعامراب والعزازة والعيكورة والقصيره ودجليد والفعج البشير والفعج حمد الله
وغيرها. وهناك حركة دؤوبة بين مدني وهذه القري حيث يتنقل الناس يومياً بينها وبين المدينة غدوة ورواحاً لتلقى الخدمات أو ممارسة أنشطتهم التجارية.

## معرض صور

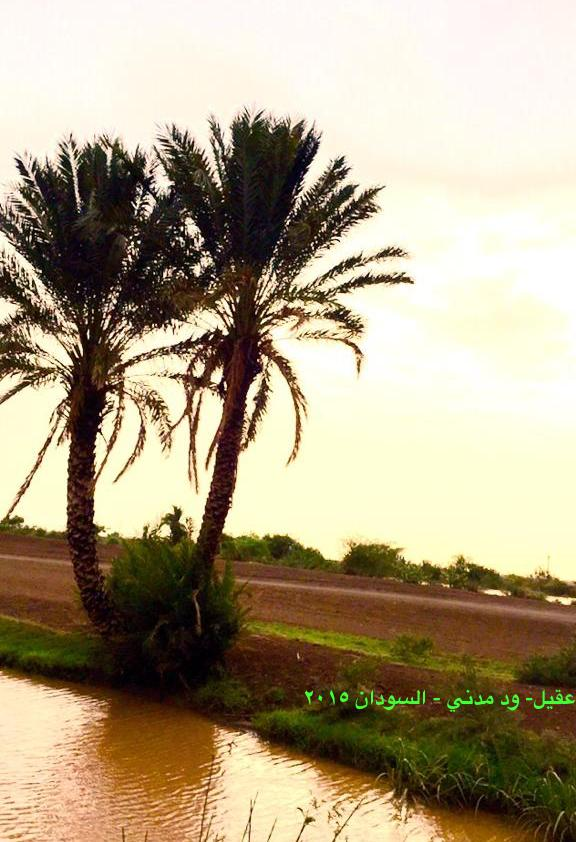
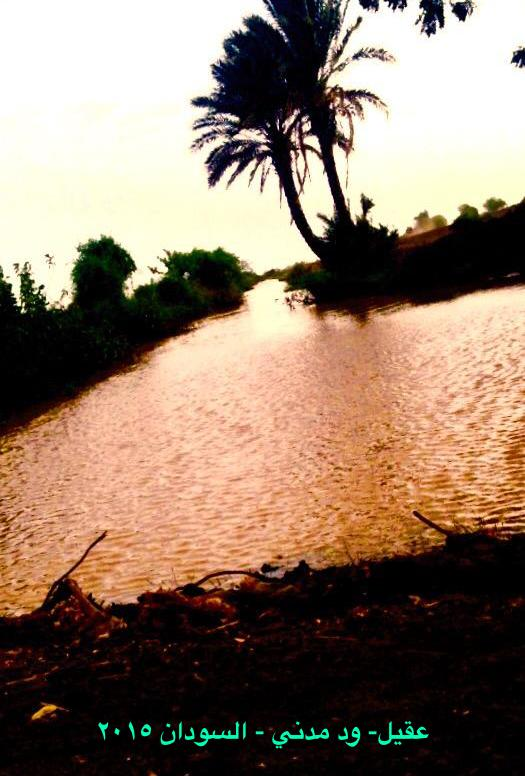

## وصلات خارجية
- صور من مدينة ودمدني
- موقع ود مدني كوم
- بوابة ودمدني الرقمية
- موقع مدينة ودمدني